# Рохожњик (Малацки)
Рохожњик (слч. Rohožník) насељено је мјесто са административним статусом сеоске општине (слч. obec) у округу Малацки, у Братиславском крају, Словачка Република.

## Становништво
| Година:    | 1994. | 2004.   | 2014.   | 2024.   |
| ---------- | ----- | ------- | ------- | ------- |
| Број људи: | 3321  | 3480    | 3466    | 3523    |
| Разлика:   |       | +4,78 % | -0,40 % | +1,64 % |

| Година:    | 2023. | 2024.   |
| ---------- | ----- | ------- |
| Број људи: | 3551  | 3523    |
| Разлика:   |       | -0,78 % |

Према подацима о броју становника из 2024. године насеље је имало 3523 становника.